# (400124) 2006 UM88
(400124) 2006 UM88 es un asteroide perteneciente al cinturón de asteroides, descubierto el 17 de octubre de 2006 por el equipo del Spacewatch desde el Observatorio Nacional de Kitt Peak, Arizona, Estados Unidos.

## Designación y nombre
Designado provisionalmente como 2006 UM88.

## Características orbitales
2006 UM88 está situado a una distancia media del Sol de 2,646 ua, pudiendo alejarse hasta 3,144 ua y acercarse hasta 2,148 ua. Su excentricidad es 0,188 y la inclinación orbital 2,097 grados. Emplea 1572,33 días en completar una órbita alrededor del Sol.

## Características físicas
La magnitud absoluta de 2006 UM88 es 17,5. Tiene 1,870 km de diámetro y su albedo se estima en 0,073.